# Top Model of the World 2011/2012
Top Model of the World 2011/2012 fue la 19.ª edición del certamen Top Model of the World, correspondiente al año 2012; la cual se llevó a cabo el 10 de marzo en Dortmund, Alemania. Candidatas de 43 países y territorios autónomos compitieron por el título. Al final del evento, Loredana Violeta Salanta, Top Model of the World 2010/2011 de Rumania, coronó a Luna Isabella Voce, de Italia, como su sucesora.

## Resultados
| Posiciones                       | Candidata |
| -------------------------------- | --- |
| Top Model of the World 2011/2012 | - Italia - Luna Isabella Voce |
| Primera Finalista                | - Zimbabue - Malaika Maidei Mushandu |
| Segunda Finalista                | - Colombia - Melina Ramírez Serna |
| Tercera Finalista                | - Dinamarca - Celine Alroe |
| Cuarta Finalista                 | - Venezuela - María de Luz Da Silva |
| Top 15                           | - Alemania - Jasmin Herzinger - Argentina - Macarena Francia - Bélgica - Laetitia Maria Wastyn - Bolivia - Nayeli Quiroga - Brasil - Kelly da Fonsêca Rodrigues - Cuba - Brianna Ortiz - Puerto Rico - Nadyalee Torres López - Sudáfrica - Loreal Laria Magro - Ucrania - Alona Lyashchuk - Vietnam - Hoang Thuy |

## Premios especiales
| Premio                    | Candidata                             |
| ------------------------- | ------------------------------------- |
| Miss Fotogénica           | - Puerto Rico - Nadyalee Torres López |
| Miss Simpatía             | - Argentina - Macarena Francia        |
| Mejor Cuerpo              | - Alemania - Jasmin Herzinger         |
| Mejor Sonrisa             | - Colombia - Melina Ramírez Serna     |
| Mejor Pasarela            | - Vietnam - Hoang Thuy                |
| Mejor en Traje de Noche   | - Ucrania - Alona Lyashchuk           |
| Pierre Cardin Model Award | - Venezuela - María de Luz Da Silva   |
| Miss Globe                | - Afganistán - Zallascht Sadat        |
| Reina de Europa           | - Bélgica - Laetitia Maria Wastyn     |

## Candidatas
43 candidatas compitieron por el título:
(En la lista se utiliza su nombre completo, los sobrenombres van entrecomillados y los apellidos utilizados como nombre artístico, entre paréntesis; fuera de ella se utilizan sus nombres «artísticos» o simplificados).
| País/Territorio      | Candidata                  |
| -------------------- | -------------------------- |
| Afganistán           | Zallascht Sadat            |
| Alemania             | Jasmin Herzinger           |
| Argentina            | Macarena Francia           |
| Australia            | Toni Mitchell              |
| Austria              | Andrea Brucker             |
| Bélgica              | Laetitia Maria Wastyn      |
| Benelux              | Lidia Barbosa              |
| Bolivia              | Nayeli Quiroga             |
| Bosnia y Herzegovina | Daniella Mijatovic         |
| Brasil               | Kelly da Fonsêca Rodrigues |
| Canadá               | Lindsey Goff               |
| Caribe               | Katherine Fuenmayor        |
| Colombia             | Melina Ramírez Serna       |
| Costa Rica           | Anniel Céspedes            |
| Cuba                 | Brianna Ortiz              |
| Curazao              | Ruanda Louise Reinilla     |
| Dinamarca            | Celine Alroe               |
| El Salvador          | Yaritza Rivera             |
| España               | Elsy Gomes                 |
| Estados Unidos       | Angie Tatiana Ospina       |
| Estonia              | Jekaterina Bulgarina       |
| Filipinas            | Christina Davis            |
| Guadalupe            | Mitchelle Malezieu         |
| Honduras             | Laurie Villeda             |
| Inglaterra           | Deborah Ingram             |
| Isla de Margarita    | Louise Ramírez             |
| Italia               | Luna Isabella Voce         |
| Kazajistán           | Irina Levadneva            |
| Luxemburgo           | Iva Bukvic                 |
| Macedonia            | Iljana Ilieska             |
| Nigeria              | Ngozi Anyiam               |
| Países Bajos         | Renou Zulfiqar             |
| Puerto Rico          | Nadyalee Torres López      |
| República Dominicana | Danessa Taveras            |
| Rumania              | Alexandra Birsan           |
| Serbia               | Jovana Milutinovic         |
| Sudáfrica            | Loreal Laria Magro         |
| Suecia               | Veronica Ekdahl            |
| Ucrania              | Alona Lyashchuk            |
| Venezuela            | María de Luz Da Silva      |
| Vietnam              | Hoang Thuy                 |
| Zambia               | Jane Ingwe Nokuthula       |
| Zimbabue             | Malaika Maidei Mushandu    |

### Candidatas retiradas
- India - Shradha Pandey
- Islas Vírgenes de los Estados Unidos - Carolyn Whitney Carter-Heller
- Turquía - Sezgi Tüzel

## Datos acerca de las delegadas
- Algunas de las delegadas de Top Model of the World 2011/2012 han participado en otros certámenes internacionales de importancia:
  - Zallascht Sadat (Afganistán) participó sin éxito en Miss Intercontinental 2009.
  - Macarena Francia (Argentina) participó sin éxito en Miss Atlántico Internacional 2011.
  - Laetitia Maria Wastyn (Bélgica) participó sin éxito en Miss Globe Internacional 2011.
  - Luna Isabella Voce (Italia) participó sin éxito en Miss Tierra 2008, Miss Internacional 2009 y Miss Universo 2013.
  - Renou Zulfiqar (Países Bajos) participó sin éxito en Miss Intercontinental 2011, Miss Exclusive of the World 2012 y Top Model of The World 2013.
  - Nadyalee Torres López (Puerto Rico) participó sin éxito en Miss Mundo 2013.
  - Malaika Maidei Mushandu (Zimbabue) fue semifinalista en Miss Mundo 2011.

## Sobre los países en Top Model of the World 2011/2012

### Naciones debutantes
- Afganistán

### Naciones que regresan a la competencia
Compitió por última vez en 1995:
- Italia

Compitió por última vez en 2003:
- Argentina

Compitió por última vez en 2004:
- Benelux

Compitió por última vez en 2005:
- Bosnia y Herzegovina

Compitieron por última vez en 2006/2007:
- Estonia
- Vietnam

Compitió por última vez en 2007/2008:
- Isla de Margarita

Compitieron por última vez en 2008/2009:
- Austria
- Caribe
- Cuba

Compitieron por última vez en 2009/2010:
- Curazao
- Estados Unidos
- Nigeria
- Puerto Rico
- Serbia
- Venezuela

### Naciones ausentes
| - Argelia - Armenia - Bulgaria - Cáucaso - Corea - Ghana - India - Irlanda del Norte - Islas de la Bahía | - Kirguistán - Letonia - Lituania - Mar Báltico - Mar Caspio - Mar Negro - Rusia - San Andrés, Providencia y Santa Catalina - San Vicente y las Granadinas |